# Chris Hoy
Sir Christopher Andrew Hoy (* 23. března 1976 Edinburgh) je bývalý britský reprezentant v dráhové cyklistice, držitel šesti zlatých a jedné stříbrné olympijské medaile. Po Jasonu Kennym je druhým nejúspěšnějším britským sportovcem a nejúspěšnějším cyklistou v olympijské historii.

## Život
Začínal s veslováním a BMX, dráhové cyklistice se začal věnovat v roce 1992 jako člen týmu City of Edinburgh Racing Club. V roce 1999 získal svoji první velkou medaili, stříbro v týmovém sprintu na mistrovství světa v dráhové cyklistice. Ve stejném roce absolvoval sportovní vědu na Edinburské univerzitě. Během kariéry se stal jedenáctkrát mistrem světa a šestkrát olympijským vítězem v keirinu, sprintu a závodu na jeden kilometr s pevným startem. Na olympiádě 2008 získal tři zlaté medaile, čímž vyrovnal nejlepší bilanci britského reprezentanta na jedněch hrách, kterou vytvořil roku 1908 Henry Taylor. Na olympiádě 2012 v Londýně byl vlajkonošem domácí výpravy.
Vytvořil světový rekord na 500 metrů s letmým startem 24,758 sekund (13. května 2007 v La Pazu). Od roku 2008 byl členem profesionálního týmu Sky Track Cycling.
V roce 2005 obdržel Řád britského impéria, v roce 2009 byl pasován na rytíře. V roce 2008 vyhrál anketu BBC o britského sportovce roku.
V dubnu 2013 oznámil ukončení cyklistické kariéry. Začal se věnovat automobilovým závodům, v roce 2015 vyhrál s Charlie Robertsonem seriál European Le Mans Series v kategorii LMP3.
V roce 2012 byl po něm pojmenován nový velodrom Commonwealth Arena and Sir Chris Hoy Velodrome v Glasgowě. Propůjčil své jméno značce bicyklů HOY Bikes, vydal knihu Chris Hoy: the Autobiography a dětem určené příběhy o cyklistovi jménem Flying Fergus. Působí také jako ambasador organizace UNICEF.

## Osobní život
V roce 2010 se oženil s právničkou Sarrou Kempovou, roku 2014 se jim narodil syn Callum. 
V roce 2023 lékaři Hoyovi zjistili rakovinu. V listopadu téhož roku jeho manželce diagnostikovali roztroušenou sklerózu. V říjnu 2024 Hoy uvedl, že jeho nemoc je nevyléčitelná a zbývají mu dva až čtyři roky života. „Naučil jsem se žít přítomným okamžikem a prožívám dny opravdové radosti a štěstí. Absolutně to není popírání nebo sebeklam. Jde o to si uvědomit, co můžeme ovlivnit,“ uvedl Hoy.

## Úspěchy

### Mistrovství světa v dráhové cyklistice
- 1999 – 2. místo sprint družstev
- 2000 – 2. místo sprint družstev
- 2001 – 3. místo sprint družstev
- 2002 – 1. místo kilometr s pevným startem, 1. místo sprint družstev
- 2003 – 3. místo sprint družstev
- 2004 – 1. místo kilometr s pevným startem, 3. místo sprint družstev
- 2005 – 1. místo sprint družstev, 3. místo kilometr s pevným startem
- 2006 – 1. místo kilometr s pevným startem, 2. místo sprint družstev
- 2007 – 1. místo keirin, 1. místo kilometr s pevným startem, 2. místo sprint družstev
- 2008 – 1. místo sprint, 1. místo keirin, 2. místo sprint družstev
- 2010 – 1. místo keirin, 3. místo sprint družstev
- 2011 – 2. místo keirin, 2. místo sprint, 2. místo sprint družstev
- 2012 – 1. místo keirin, 3. místo sprint

### Olympijské hry
- 2000 – 2. místo sprint družstev
- 2004 – 1. místo kilometr s pevným startem
- 2008 – 1. místo sprint, 1. místo keirin, 1. místo sprint družstev
- 2012 – 1. místo sprint družstev, 1. místo keirin

### Hry Commonwealthu
- 2002 – 1. místo kilometr s pevným startem, 3. místo sprint družstev
- 2006 – 1. místo sprint družstev, 3. místo kilometr s pevným startem